# ترزا گریگوریان
ترزا هراچیکی گریگوریان (ارمنی: Թերեզա Հրաչիկի Գրիգորյան؛ انگلیسی: Teresa Grigoryan؛ ۲۹ نوامبر ۱۹۲۳ - ۷ فوریهٔ ۲۰۰۴) هنرمند باله اهل ارمنستان بود. وی بین سال‌های - تا - میلادی فعالیت می‌کرد.

## زندگی‌نامه
وی در ۲۹ نوامبر ۱۹۲۳ در دیلیجان به دنیا آمد و از آکادمی دولتی هنرهای زیبای ارمنستان فارغ‌التحصیل گشت. وی همسر آزات قاریبیان بود. وی همچنین برنده جوایزی همچون هنرمند مردمی ارمنستان شوروی (۱۹۶۳) و نشان برجسته افتخار شد. وی در ۷ فوریهٔ ۲۰۰۴ در سن ۸۰ سالگی در ایروان درگذشت.